# Альвеолярный отросток
Альвеолярный отросток — анатомическая часть верхней челюсти, несущая на себе зубы.
На нижней челюсти соответствующее образование несёт название альвеолярной части. Различают собственно альвеолярную кость с остеонами (стенки зубной альвеолы) и поддерживающую альвеолярную кость с компактным и губчатым веществом.

## Строение
Альвеолярный отросток состоит из следующих частей:
- наружная стенка — щёчная, или губная;
- внутренняя стенка — язычная;
- губчатое вещество с зубными альвеолами, в которых помещены зубы.

Зубные альвеолы отделены друг от друга костными перегородками. В лунках многокорневых зубов имеются ещё и межкорневые перегородки, отделяющие разветвления корней. Они короче межзубных и несколько меньше длины корня.
Наружные и внутренние поверхности альвеолярных отростков состоят из компактного вещества и образуют кортикальную пластинку альвеолярного отростка. Кортикальные пластинки покрыты периостом. На язычной поверхности кортикальная пластинка толще, чем на щечной. В области краев альвеолярного отростка кортикальная пластинка продолжается в стенку зубной альвеолы.

## Развитие
Костная ткань зубной альвеолы и альвеолярного отростка претерпевает перестройку в течение всей жизни. Это связано с изменением функциональной нагрузки, падающей на зубы.

## Функция
Стенка альвеолы, расположенная в направлении действия силы, испытывает давление, а на противоположенной стороне — натяжение. На стороне повышенного давления происходит резорбция кости, а на стороне тяги — новообразование.